# Ирокезское озеро
Ирокезское озеро (англ. Glacial Lake Iroquois) — доисторическое прогляциальное озеро, существовавшее в конце последнего ледникового периода около 13 000 лет назад. Акватория озера находилась в пределах котловины нынешнего озера Онтарио, но имела несколько большую площадь водного зеркала, которое образовалось в результате запруживания ниже по течению реки Святого Лаврентия ледяным щитом в районе современного расположения Тысячи островов. При этом урез воды был выше на 30 м нынешнего уровня озера Онтарио.